# 1843 en littérature
| Années de la littérature : 1840 - 1841 - 1842 - 1843 - 1844 - 1845 - 1846    |
| Décennies de la littérature : 1810 - 1820 - 1830 - 1840 - 1850 - 1860 - 1870 |

Cet article présente les faits marquants de l'année 1843 en littérature.

## Évènements
- 5 mars : Paul Meurice épouse Palmyre Granger, qui sera l'amie de la famille Hugo mais aussi l'amie de Charles Baudelaire.
- Mars : Victor Hugo fait la connaissance de Léonie Biard-d'Aunet.
- 18 juillet : Juliette Drouet et Victor Hugo, en compagnie de Claire Pradier, partent en voyage : Bordeaux, Bayonne, Saint-Jean-de-Luz, Pasajes, Saint-Sébastien, Tolosa, Pampelune, Roncevaux, Cauterets, Auch, Agen, Périgueux, Saintes, Soubise. Les lettres envoyées par Victor Hugo à sa famille et les notes prises durant ce voyage figurent dans le livre posthume Alpes et Pyrénées (1890).
- 29 juillet : Honoré de Balzac retrouve Ewelina Hańska à Saint-Pétersbourg. Il ne l'avait pas revue depuis  Vienne.
- 15 août-30 août : Hugo fait une cure à Cauterets.
- 4 septembre : à 14 heures, mort accidentelle de Léopoldine Hugo et de Charles Vacquerie. Leur barque chavire en amont de Villequier. Hugo visite Auch avec Juliette Drouet.
- 6 septembre : Léopoldine et Charles sont inhumés au cimetière de Villequier.
- 12 septembre : Victor Hugo et Juliette Drouet sont de retour à Paris.
- 5 octobre : à l'Académie française, Victor Hugo est nommé directeur pour la seconde fois. Nodier, chancelier.
- 10 octobre : Honoré de Balzac termine Sur Catherine de Médicis, roman-essai commencé en mai 1830.
- 12 octobre : Juliette Drouet commence à rédiger son journal.
- 21 octobre : Honoré de Balzac revient en France par la malle poste. Il traverse l'Estonie, la Lettonie, et arrive à Berlin où il rencontre le grand savant Alexander von Humboldt.
- 23 octobre : Karl Marx et sa femme s'installent à Paris, no 38 rue Vaneau.
- 25 octobre : Honoré de Balzac arrive à Dresde où il est émerveillé par la splendeur des châteaux qu'il visite.
- 15 décembre : Honoré de Balzac renonce à se présenter à l'Académie française.
- 20 décembre : Victor Hugo prononce un discours aux funérailles de Casimir Delavigne.
- 22 décembre : David d'Angers termine le buste d'Honoré de Balzac.

- Dostoïevski traduit en russe Eugénie Grandet.

## Presse
- 12 février : dans L'Unité, Gobineau discute vivement les idées politiques que Quinet a exprimées dans sa retentissante étude De la teutomanie, parue dans la Revue des Deux Mondes du 15 décembre 1842. Son article est un plaidoyer sérieux en faveur de l'Allemagne.
- 4 mars : premier numéro de L'Illustration, créée par Alexandre Paulin, Adolphe Joanne et Édouard Charton, hebdomadaire faisant une large place à l'image sur le modèle de l'Illustrated London News.
- 24 avril : Gobineau, qui a quitté son emploi à l'administration des Postes, devient collaborateur régulier de La Quotidienne, où il reste jusqu'en 1847, malgré ses dissentiments avec Laurentie, principal rédacteur du journal, et où il est chargé « de traiter les questions de politique étrangère ». Il entre en fonction le 19 mai. Il gagne trois mille francs pour s'y occuper de la politique étrangère (Allemagne, Russie, Orient, Europe du Nord, moins l'Angleterre). Il va payer ses dettes et mettre de l'argent de côté. Mais Laurentie se méfie de sa jeunesse et de ses opinions religieuses et politiques.
- 29 avril : L'Unité publie « Étude sur l'Allemagne : des princes médiatisés » de Gobineau.
- 13 mai : L'Unité publie l'étude de Gobineau sur l'Alviane.
- 29 juillet : Ledru-Rollin, Godefroy Cavaignac, Étienne Arago, Louis Blanc et Ferdinand Flocon fondent un nouveau journal : La Réforme. Il sert de tribune à Louis Blanc.

## Parutions

### Essais
- Louis-Napoléon Bonaparte (homme politique, 1808-1873) : L’Extinction du paupérisme.
- Astolphe de Custine (écrivain, 1790-1857) : La Russie en 1839.
- Vincenzo Gioberti (philosophe et homme politique italien, 1801-1852) : Del primato morale e civile degli Italiani (Bruxelles). Influencé par le catholicisme libéral, Gioberti essaye de concilier sur le plan théorique la religion avec la cause des peuples, la liberté et la primauté culturelle italienne. Le Primato connaît un énorme succès auprès des modérés partisans d’une Confédération d’Etats italiens sous la direction du pape (néo-Guelfisme).
- Alexandre Herzen (écrivain et philosophe russe, 1812-1870) : Le Dilettantisme dans la science.
- Søren Kierkegaard (écrivain et philosophe danois, 1813-1855) : d'abord Ou bien... ou bien (Enteweder-Oder), puis Crainte et tremblement, La Reprise et les Discours édifiants simultanément le 16 octobre, d’où procédera l’existentialisme chrétien, ou athée.

### Poésie
- Marceline Desbordes-Valmore : Bouquets et Prières.
- Alfred de Vigny : La Mort du loup

### Romans

#### Auteurs francophones
- 20 janvier : Honoré de Balzac publie la suite et la fin de Sur Catherine de Médicis, roman-essai de la série des études philosophiques, commencé en mai 1830.
- 5 février : Scaramouche, nouvelle de Gobineau commence à paraître dans L'Unité. La suite parait les 26 février et 2 mars.
- 3 mars : Honoré de Balzac publie Honorine.
- 5 avril : parution de la Muse du département d'Honoré de Balzac.
- 9 juin : Honoré de Balzac fait paraître la première et la deuxième partie de Splendeurs et misères des courtisanes.
- 2 août : Honoré de Balzac publie la  troisième partie des Illusions perdues.
- 11 novembre : Sainte-Beuve publie à quelques exemplaires hors commerce Le Livre d'amour.

- Paul Féval : Le Loup blanc.
- George Sand : Consuelo.
- Claude Tillier : Mon oncle Benjamin.
- Alexandre Dumas père avec la collaboration de Paul Meurice : Le Château d'Eppstein.

#### Auteurs traduits
- Nicolas Gogol : Le Manteau
- Antônio Teixeira e Sousa (brésilien) : Le fils du pêcheur (O Filho do Pescador), premier roman.
- Charles Dickens : Conte de Noël.

### Théâtre
- 16 février : à l'Odéon, reprise de Lucrèce Borgia, de Victor Hugo.
- 7 mars : première des Burgraves au Théâtre-Français. Insuccès. Honoré de Balzac apporte son soutien inconditionnel à cette œuvre.
- 9 mars : deuxième des Burgraves. Catastrophique.
- 12 mars : représentation au Palais-Royal de la parodie de Dumanoir, Clairville et Siraudin : Les Hures-Graves.
- 23 mars : Ferdinand Langlé et Dupeuty font jouer aux Variétés leur parodie : Les Buses-Graves.
- 28 mars : chez Bocage, dans l'enthousiasme, Ponsard donne lecture de sa Lucrèce.
- 28 mars : Michaud et Duriez mettent en vente Les Burgraves.
- 9 avril : Veuillot attaque Les Burgraves.
- 22 avril : triomphe à l'Odéon de la tragédie classique de Ponsard, Lucrèce, acte de décès du romantisme.
- 22 avril : 33e et dernière représentation des Burgraves.
- 26 septembre : création au Théâtre de l’Odéon de la pièce d'Honoré de Balzac Paméla Giraud, sans grand succès.
- 16 novembre : première de Paméla Giraud, pièce d'Honoré de Balzac qui s'avère un échec complet.

- Niccolini : Arnaldo da Brescia. drame historique.

### Autres
- Los españoles pintados por sí mismos, collection d'archétypes espagnols sous forme d'articles illustrés.

## Principales naissances
- 26 juin : Paul Arène, poète provençal et écrivain français ;
- 2 juillet : Jon Olof Åberg, écrivain suédois.

- 12 décembre : Lydia Koidula, poétesse estonienne († 30 juillet 1886).

## Principaux décès
- 18 mars : le père de Charles Vacquerie, gendre de Victor Hugo, meurt à Villequier.
- 7 juin : Friedrich Hölderlin, poète et philosophe allemand (° 20 mars 1770).